# Jeepers Creepers 2
Série
Jeepers Creepers Jeepers Creepers 3
Pour plus de détails, voir Fiche technique et Distribution.
Jeepers Creepers 2 ou Morts de peur 2 au Québec est un Slasher américain réalisé par Victor Salva en 2003.

## Synopsis
Tous les 23 ans, pendant 23 jours, une créature cauchemardesque surgit des entrailles de la Terre pour se nourrir d'êtres humains. Le 22e jour de ce cycle, un fermier voit son fils se faire attraper par la créature. En 2024, à quelques kilomètres, un bus qui transporte des jeunes joueurs d'une équipe de basket tombe en panne au milieu de nulle part. Les jeunes gens vont être toute la nuit la proie du Creeper.

## Fiche technique
- Titre original et français : Jeepers Creepers 2
- Titre québécois : Morts de peur 2
- Réalisation et scénario : Victor Salva
- Musique : Bennett Salvay
- Photo : Don E. FauntLeRoy
- Producteur : Tom Luse
- Producteur exécutif : Francis Ford Coppola, Kirk D'Amico, Lucas Foster, Bobby Rock
- Format : 35mm – Couleur
- Durée : 100 minutes
- Société de doublage : Dubbing Brothers
- Direction : Jean-Pierre Dorat
- Adaptation : Philippe Millet
- Dates de sortie :
  - États-Unis : 29 août 2003
  - France : 4 février 2004
- Interdit aux moins de 12 ans
- Genre : Horreur

## Distribution
- Jonathan Breck : le Creepers
- Ray Wise (VF : Bruno Dubernat ; VQ : Benoit Rousseau) : Jack Taggart Sr.
- Luke Edwards (VF : Vincent Barazzoni ; VQ : Nicolas Charbonneaux-Collombet) : Jack "Jacky" Taggart Jr.
- Garikayi Mutambirwa (VF : Volodia Serre) : Deaundre "Double D" Davis
- Nicki Aycox (VQ : Catherine Proulx-Lemay) : Minxie Hayes
- Eric Nenninger (VF : Christophe Lemoine ; VQ : Benoit Éthier) : Scott "Scotty" Braddock
- Travis Schiffner (VF : Donald Reignoux) : Izzy Bohen
- Marieh Delfino (VF : Karine Texier ; VQ : Pascale Montreuil) : Rhonda Truitt
- Billy Aaron Brown (VF : Maël Davan-Soulas ; VQ : Hugolin Chevrette-Landesque) : Andy "Bucky" Buck
- Lena Cardwell (VQ : Catherine Bonneau) : Chelsea Farmer
- Josh Hammond (VF : Adrien Antoine) : Jake Spencer
- Al Santos : Dante Belasco
- Kasan Butcher : Kimball "Big K" Ward
- Drew Tyler Bell (VQ : Sébastien Reding) : Jonny Young
- Diane Delano (VQ : Madeleine Arsenault) : Betty Borman
- Thom Gossom Jr. (VF : Med Hondo ; VQ : Daniel Lesourd) : le coach Charlie Hanna
- Tom Tarantini (VF : François Chaix) : le coach Dwayne Barnes
- Shaun Fleming (VQ : Émile Mailhiot) : Billy Taggart
- Justin Long (VF : Patrick Mancini) : Darius "Darry" Jenner

Source et légende : version française (VF) sur Voxofilm ; version québécoise (VQ) sur Doublage.qc.ca

## Autour du film
- Comme le premier film, cette suite a eu de bonnes critiques sur le sol français.
- Justin Long est le seul acteur à avoir repris son rôle.
- Plus de 2000 candidats ont passé l'audition pour devenir l'une des proies éventuelles de la créature maléfique.
- Le budget de ce second opus a été estimé à 17 millions de dollars (source JP'S Box Office).